# Приватне життя Петра Виноградова
«Приватне життя Петра Виноградова» — радянський комедійний художній фільм 1934 року, знятий режисером Олександром Мачеретом за сценарієм Льва Славіна.

## Сюжет
Фільм розповідає про молодого винахідника Петра Виноградова. Працюючи на автозаводі, він вчиться у вечірньому виші. Хороша по суті людина, Петро зазнався. В таємниці від коханої дівчини починає доглядати за іншою. Заплутавшись, потрапляє в різні кумедні ситуації, з яких доводиться шукати вихід.

## У ролях
- Борис Ліванов —  Петро Виноградов
- Валентин Цишевський —  Сеня-скрипаль
- Костянтин Градополов —  Котя Охотников
- Тетяна Баришева —  мати Сені
- Галина Степанова —  дівчина
- Іван Переверзєв —  інструктор фізкультури
- Галина Пашкова —  Валя, студентка московської консерваторії
- Надія Арді —  Тоня, студентка архітектурного факультету
- Всеволод Санаєв —  червонофлотець
- Єва Мілютіна — глядачка на концерті
- Сергій Антимонов — професор
- Марія Ключарьова — дівчина

## Знімальна група
- Автор сценарію: Лев Славін
- Режисер: Олександр Мачерет
- Оператор: Євген Славинський
- Художник: Олексій Уткін
- Звукорежисер: Микола Тімарцев
- Композитор: Лев Кніппер